# Мардай
Мардай (бур. Морин Дайда) — деревня в Аларском районе Усть-Ордынского Бурятского округа Иркутской области. Входит в муниципальное образование «Аляты».

## Происхождение названия
Гавриил Богданов производит название Мардай от бурятского морин — «лошадь» и сокращённого до дай слова дайда — «место, природа», то есть «место с лошадьми».
Станислав Гурулёв предполагает, что данный топоним может быть связан с эвенкийским мар — «поросль низкой берёзы», «луг», «болото» или якутским мар — «моховое кочковое болото», «мшина». Не исключает он и версии, что название образовано путём усечения от бурятского мардайха — «быть прямым и сухощавым». Это обусловлено, вероятно, физико-географическими характеристиками реки Мардай (Куретка), которая течёт с севера на юг практически без изгибов.

## История
Первоначально населённый пункт существовал как бурятский улус. В 1910-1913 годах рядом с ним поселились переселенцы из пондальского куста Вытегорского уезда Олонецкой губернии — вепсы. После этого буряты покинули эти места. Первое время вепсы жили в бурятских юртах, позже ими были построены новые дома.
В середине 1930-х в Мардае поселились новые семьи вепсов. По словам местных жителей, максимально в селе насчитывалось около 500 вепсов. Тогда они разговаривали, в основном, на вепсском языке. В середине 1940-х в связи с прибытием в Мардай русских и молдаван и вступлениями их в смешанные браки с вепсами, а также в результате оттока молодёжи из села началась утрата самосознания.

## География
Деревня расположена в 65 км западнее районного центра, на высоте около 537 м над уровнем моря.
Состоит из 1 улицы (Крыловская).
Сообщение с деревней затруднено, особенно зимой. Телефонная связь, ФАП и магазин отсутствуют.
В окрестностях деревни обитают волки.

## Население
| 2002 | 2010 | 2011 | 2012 |
| ---- | ---- | ---- | ---- |
| 35   | ↘21  | →21  | ↘18  |

В настоящий момент в населённом пункте насчитывается 13 домов.
На 2006 год в Мардае насчитывалось около 6 человек, знающих вепсский язык

## Известные уроженцы
- Ульянов, Александр Сергеевич — художник[источник не указан 537 дней].